# Boqueirão (ort)
Boqueirão är en ort i Brasilien.   Den ligger i kommunen Boqueirão och delstaten Paraíba, i den östra delen av landet, 1 600 km nordost om huvudstaden Brasília. Boqueirão ligger 367 meter över havet och antalet invånare är 11 566.
Terrängen runt Boqueirão är huvudsakligen platt, men österut är den kuperad. Boqueirão ligger nere i en dal.Runt Boqueirão är det ganska glesbefolkat, med 22 invånare per kvadratkilometer.. Det finns inga andra samhällen i närheten.
Omgivningarna runt Boqueirão är huvudsakligen savann.